# Montreuil (Vendée)
Montreuil település Franciaországban, Vendée megyében. Lakosainak száma 820 fő (2022. január 1.). Montreuil Doix-lès-Fontaines, Vix, Les Velluire-sur-Vendée és Auchay-sur-Vendée községekkel határos.

## Népesség
A település népességének változása:
| Lakosok száma | 793  | 794  | 818  | 798  | 806  | 814  | 822  | 822  | 820  |
|               | 2013 | 2015 | 2016 | 2017 | 2018 | 2019 | 2020 | 2021 | 2022 |